# Girolamo Lucchesini
Girolamo Lucchesini [ejtsd: lukkezini] (Lucca, 1751. május 7. – Firenze, 1825. október 20.) porosz államférfi.

## Életútja
II. Frigyes 1780-ban kamarássá és felolvasójává nevezte ki és mint ilyen a király mindennapi asztaltársaságához tartozott. II. Frigyes Vilmos több diplomáciai küldetéssel bízta meg; a többi közt 1790-ben Varsóban a poroszok és lengyelek között szövetséget kötött. 1791-től a külügyi politikát intézte és 1793-tól 1797-ig követ volt Bécsben. 1802-ben a király rendkívüli megbizatással Párizsba küldte, ahol a barátság szószólójaként működött. 1806 novemberében a jéna-auerstedti ütközet után a király beleegyezése nélkül I. Napóleonnal gyalázatos fegyverszünetet kötött Charlottenburg; ezt azonban III. Frigyes Vilmos porosz király nem fogadta el s így elbocsáttatását kellett kérnie. Később Élisa Bonapartenek, I. Napóleon hugának, a luccai hercegnőnek lett kamarása. Iratai közül említésre méltó a rajnai szövetségre vonatkozó műve Sulle cause degli effetti della confederazione renana etc.
1773-ban a Leopoldina Német Természettudományos Akadémia tagjává választották.

## Írásai
- Sulle cause e gli effeti della confederatione renana, 1819
- Das Tagebuch des Marchese (Girolamo) Lucchesini <1780–1782>. Gespräche mit Friedrich d. Großen. Hrsg. v. F. v. Oppeln-Bronikowski u. G. B. Volz. München, M. Hueber, 104 S., M. 4.
- Gespräche Friedrich’s des Grossen mit H. De Catt und dem marchese Lucchesini, Digitalisat